# ガイア (清春の曲)
「ガイア」は、日本のロック歌手、清春の25枚目のシングル。配信、限定販売シングルである。

## 概要
- 配信は2021年10月16日に各種配信サイトよりリリース。
- CDは2021年10月29日に恵比寿ガーデンホールにて行われたバースデーライブ『The Birthday』での会場物販及び通販でリリースされた。
- 11月16日より通販開始、5日で初回プレス分が完売した[1]。
- 12月1日よりMARDIGRAS STORE限定版としてジャケットを変更した2ndプレスが通販にて発売された。
- アートディレクションは笠谷圭見が担当した。

## 収録曲
| 全作詞・作曲: 清春。 |                |           |            |            |      |
| #                    | タイトル       | 作詞      | 作曲・編曲 | 編曲       | 時間 |
| 1.                   | 「ガイア」     | 清春      | 清春       | 佐藤タイジ | 4:50 |
| 2.                   | 「HEAVY LOSS」 | 清春      | 清春       | 三代堅     | 3:47 |
| 合計時間:            | 合計時間:      | 合計時間: | 8:37       |            |      |

## 参加ミュージシャン
- Guitar: 佐藤タイジ(M-1)、DURAN(M-2)
- Drum: Katsuma
- Viola: 菊地幹代(M-1)